# مايكل بوجيرد
مايكل بوجيرد (بالهولندية: Michael Boogerd)‏ مواليد 28 مايو 1972 في لاهاي، هولندا، هو دراج هولندي سابق في صنف سباق الدراجات على الطريق. سبق أن شارك في دورة الألعاب الأولمبية الصيفية.

## سباقات أو مراحل فاز بها
- طواف فرنسا
- بطولة العالم لسباق الدراجات على الطريق

## روابط خارجية
- مايكل بوجيرد على موقع الاتحاد الدولي للدراجات (الإنجليزية)
- مايكل بوجيرد على موقع أرشيف الدراجات (الإنجليزية)
- مايكل بوجيرد على موقع إحصائيات الدراجات الإحترافية (الإنجليزية)
- مايكل بوجيرد على موقع نسبة الدراجات (الإنجليزية)
- مايكل بوجيرد على موقع CycleBase (الإنجليزية)
- مايكل بوجيرد على موقع أوليمبيديا (الإنجليزية)
- trap-friis.dk